# Brunsbach (Wupper)
Der Brunsbach ist ein linker Nebenfluss der Wupper in Hückeswagen.
Es trägt die Gewässerkennzahl 27363114, die Länge beträgt 2,6 Kilometer. Die Quelle befindet sich nahe der Ortschaft Grünenthal. Zusammen mit dem Weierbach mündet er in der Wupper. Das Brunsbachtal, in dem sich unter anderem das Hallenbad und die Mehrzweckhalle befinden, leitet seinen Namen vom Brunsbach ab.